# Список астероїдів (9101—9200)
| Назва                                    | Тимчасове позначення | Дата відкриття    | Місце відкриття                   | Відкривач                                              |
| ---------------------------------------- | -------------------- | ----------------- | --------------------------------- | ------------------------------------------------------ |
| (9101) 1996 XG2                          | 1996 XG2             | 3 грудня 1996     | Фарра-д'Ізонцо                    | Фарра-д'Ізонцо                                         |
| 9102 Фолар (Foglar)                      | 1996 XS18            | 12 грудня 1996    | Обсерваторія Клеть                | Мілош Тіхі, Зденек Моравец                             |
| 9103 Комацубара (Komatsubara)            | 1996 XW30            | 14 грудня 1996    | Обсерваторія Оїдзумі              | Такао Кобаяші                                          |
| 9104 Мацуо (Matsuo)                      | 1996 YB              | 20 грудня 1996    | Обсерваторія Оїдзумі              | Такао Кобаяші                                          |
| 9105 Мацумура (Matsumura)                | 1997 AU              | 2 січня 1997      | Обсерваторія Оїдзумі              | Такао Кобаяші                                          |
| 9106 Ятаґарасу (Yatagarasu)              | 1997 AY1             | 3 січня 1997      | Обсерваторія Оїдзумі              | Такао Кобаяші                                          |
| 9107 Нарукосупа (Narukospa)              | 1997 AE4             | 6 січня 1997      | Обсерваторія Оїдзумі              | Такао Кобаяші                                          |
| 9108 Торуюса (Toruyusa)                  | 1997 AZ6             | 9 січня 1997      | Обсерваторія Оїдзумі              | Такао Кобаяші                                          |
| 9109 Юкомотідзукі (Yukomotizuki)         | 1997 AH7             | 9 січня 1997      | Обсерваторія Оїдзумі              | Такао Кобаяші                                          |
| 9110 Тоукай (Choukai)                    | 1997 AM19            | 13 січня 1997     | Обсерваторія Наніо                | Томімару Окуні                                         |
| 9111 Матараццо (Matarazzo)               | 1997 BD2             | 28 січня 1997     | Сормано                           | Пієро Сіколі, Франческо Манка                          |
| 9112 Хацуларс (Hatsulars)                | 1997 BU3             | 31 січня 1997     | Обсерваторія Оїдзумі              | Такао Кобаяші                                          |
| (9113) 1997 CN5                          | 1997 CN5             | 3 лютого 1997     | Обсерваторія Наті-Кацуура         | Йошісада Шімідзу, Такеші Урата                         |
| 9114 Хатакаяма (Hatakeyama)              | 1997 CU19            | 12 лютого 1997    | Обсерваторія Оїдзумі              | Такао Кобаяші                                          |
| 9115 Баттісті (Battisti)                 | 1997 DG              | 27 лютого 1997    | Сормано                           | Пієро Сіколі, Франческо Манка                          |
| 9116 Біллгамілтон (Billhamilton)         | 1997 ES40            | 7 березня 1997    | Станція Андерсон-Меса             | Марк Буї                                               |
| 9117 Ауда (Aude)                         | 1997 FR1             | 27 березня 1997   | Мартіґ                            | Д. Мората, С. Мората                                   |
| (9118) 1997 GD20                         | 1997 GD20            | 5 квітня 1997     | Сокорро (Нью-Мексико)             | LINEAR                                                 |
| 9119 Ґеорґпурбах (Georgpeuerbach)        | 1998 DT              | 18 лютого 1998    | Лінц                              | Приватна обсерваторія Мейєр/Обермайр                   |
| (9120) 1998 DR8                          | 1998 DR8             | 22 лютого 1998    | Станція Сінлун                    | SCAP                                                   |
| 9121 Стефановалентіні (Stefanovalentini) | 1998 DJ11            | 24 лютого 1998    | Коллеверде ді Ґвідонія            | Вінченцо Касуллі                                       |
| 9122 Гюнтен (Hunten)                     | 1998 FZ8             | 22 березня 1998   | Обсерваторія Кітт-Пік             | Spacewatch                                             |
| 9123 Йосіко (Yoshiko)                    | 1998 FQ11            | 24 березня 1998   | Обсерваторія Ґекко                | Тецуо Каґава                                           |
| (9124) 1998 FR60                         | 1998 FR60            | 20 березня 1998   | Сокорро (Нью-Мексико)             | LINEAR                                                 |
| (9125) 1998 FT62                         | 1998 FT62            | 20 березня 1998   | Сокорро (Нью-Мексико)             | LINEAR                                                 |
| 9126 Samcoulson                          | 1998 FR64            | 20 березня 1998   | Сокорро (Нью-Мексико)             | LINEAR                                                 |
| 9127 Брюскоен (Brucekoehn)               | 1998 HX51            | 30 квітня 1998    | Станція Андерсон-Меса             | LONEOS                                                 |
| 9128 Takatumuzi                          | 1998 HQ52            | 30 квітня 1998    | Обсерваторія Наніо                | Томімару Окуні                                         |
| (9129) 1998 HU144                        | 1998 HU144           | 21 квітня 1998    | Сокорро (Нью-Мексико)             | LINEAR                                                 |
| 9130 Ґалуа (Galois)                      | 1998 HQ148           | 25 квітня 1998    | Обсерваторія Ла-Сілья             | Ерік Вальтер Ельст                                     |
| (9131) 1998 JV                           | 1998 JV              | 1 травня 1998     | Обсерваторія Галеакала            | NEAT                                                   |
| 9132 Волтерандерсон (Walteranderson)     | 2821 P-L             | 24 вересня 1960   | Паломарська обсерваторія          | К. Й. ван Гаутен, І. ван Гаутен-Ґроневельд, Т. Герельс |
| 9133 д'Аррест (d'Arrest)                 | 3107 P-L             | 25 вересня 1960   | Паломарська обсерваторія          | К. Й. ван Гаутен, І. ван Гаутен-Ґроневельд, Т. Герельс |
| 9134 Енке (Encke)                        | 4822 P-L             | 24 вересня 1960   | Паломарська обсерваторія          | К. Й. ван Гаутен, І. ван Гаутен-Ґроневельд, Т. Герельс |
| 9135 Лакай (Lacaille)                    | 7609 P-L             | 17 жовтня 1960    | Паломарська обсерваторія          | К. Й. ван Гаутен, І. ван Гаутен-Ґроневельд, Т. Герельс |
| 9136 Лаланде (Lalande)                   | 4886 T-1             | 13 травня 1971    | Паломарська обсерваторія          | К. Й. ван Гаутен, І. ван Гаутен-Ґроневельд, Т. Герельс |
| 9137 Ремо (Remo)                         | 2114 T-2             | 29 вересня 1973   | Паломарська обсерваторія          | К. Й. ван Гаутен, І. ван Гаутен-Ґроневельд, Т. Герельс |
| 9138 Мердок (Murdoch)                    | 2280 T-2             | 29 вересня 1973   | Паломарська обсерваторія          | К. Й. ван Гаутен, І. ван Гаутен-Ґроневельд, Т. Герельс |
| 9139 Барріласкер (Barrylasker)           | 4180 T-2             | 29 вересня 1973   | Паломарська обсерваторія          | К. Й. ван Гаутен, І. ван Гаутен-Ґроневельд, Т. Герельс |
| 9140 Дені (Deni)                         | 4195 T-3             | 16 жовтня 1977    | Паломарська обсерваторія          | К. Й. ван Гаутен, І. ван Гаутен-Ґроневельд, Т. Герельс |
| 9141 Капур (Kapur)                       | 5174 T-3             | 16 жовтня 1977    | Паломарська обсерваторія          | К. Й. ван Гаутен, І. ван Гаутен-Ґроневельд, Т. Герельс |
| 9142 Rhesus                              | 5191 T-3             | 16 жовтня 1977    | Паломарська обсерваторія          | К. Й. ван Гаутен, І. ван Гаутен-Ґроневельд, Т. Герельс |
| 9143 Беркгед (Burkhead)                  | 1955 SF              | 16 вересня 1955   | Обсерваторія Ґете Лінка           | Університет Індіани                                    |
| 9144 Холлісджонсон (Hollisjohnson)       | 1955 UN1             | 25 жовтня 1955    | Обсерваторія Ґете Лінка           | Університет Індіани                                    |
| 9145 Шустов (Shustov)                    | 1976 GG3             | 1 квітня 1976     | КрАО                              | Черних Микола Степанович                               |
| 9146 Туликов (Tulikov)                   | 1976 YG1             | 16 грудня 1976    | КрАО                              | Черних Людмила Іванівна                                |
| 9147 Коуракуен (Kourakuen)               | 1977 DD1             | 18 лютого 1977    | Обсерваторія Кісо                 | Хірокі Косаї, Кіїтіро Фурукава                         |
| 9148 Борисзайцев (Boriszaitsev)          | 1977 EL1             | 13 березня 1977   | КрАО                              | Черних Микола Степанович                               |
| (9149) 1977 TD1                          | 1977 TD1             | 12 жовтня 1977    | Ціммервальдська обсерваторія      | Пауль Вільд                                            |
| 9150 Заволокін (Zavolokin)               | 1978 SE1             | 27 вересня 1978   | КрАО                              | Черних Людмила Іванівна                                |
| (9151) 1979 MQ8                          | 1979 MQ8             | 25 червня 1979    | Обсерваторія Сайдинг-Спрінг       | Е. Гелін, Ш. Дж. Бас                                   |
| (9152) 1980 VZ2                          | 1980 VZ2             | 1 листопада 1980  | Паломарська обсерваторія          | Ш. Дж. Бас                                             |
| 9153 Тікуріндзі (Chikurinji)             | 1981 UD2             | 30 жовтня 1981    | Обсерваторія Кісо                 | Хірокі Косаї, Кіїтіро Фурукава                         |
| 9154 Кольцово (Kolʹtsovo)                | 1982 SP6             | 16 вересня 1982   | КрАО                              | Черних Людмила Іванівна                                |
| 9155 Верходанов (Verkhodanov)            | 1982 SM7             | 18 вересня 1982   | КрАО                              | Черних Микола Степанович                               |
| 9156 Маланін (Malanin)                   | 1982 TQ2             | 15 жовтня 1982    | КрАО                              | Людмила Журавльова                                     |
| (9157) 1983 RB4                          | 1983 RB4             | 2 вересня 1983    | Станція Андерсон-Меса             | Норман Томас                                           |
| 9158 Плате (Plate)                       | 1984 MR              | 25 червня 1984    | КрАО                              | Тамара Смирнова                                        |
| 9159 Макдонелл (McDonnell)               | 1984 UD3             | 26 жовтня 1984    | Станція Андерсон-Меса             | Едвард Бовелл                                          |
| (9160) 1986 UH3                          | 1986 UH3             | 28 жовтня 1986    | Обсерваторія Клеть                | Зденька Ваврова                                        |
| 9161 Бофорт (Beaufort)                   | 1987 BZ1             | 26 січня 1987     | Обсерваторія Ла-Сілья             | Ерік Вальтер Ельст                                     |
| 9162 Kwiila                              | 1987 OA              | 29 липня 1987     | Паломарська обсерваторія          | Жан Мюллер                                             |
| (9163) 1987 RB1                          | 1987 RB1             | 13 вересня 1987   | Обсерваторія Ла-Сілья             | Анрі Дебеонь                                           |
| 9164 Колберт (Colbert)                   | 1987 SQ              | 19 вересня 1987   | Станція Андерсон-Меса             | Едвард Бовелл                                          |
| 9165 Роуп (Raup)                         | 1987 SJ3             | 27 вересня 1987   | Паломарська обсерваторія          | Керолін Шумейкер, Юджин Шумейкер                       |
| (9166) 1987 SC6                          | 1987 SC6             | 21 вересня 1987   | Обсерваторія Клеть                | Зденька Ваврова                                        |
| 9167 Харків (Kharkiv)                    | 1987 SS17            | 18 вересня 1987   | КрАО                              | Черних Людмила Іванівна                                |
| 9168 Саров (Sarov)                       | 1987 ST17            | 18 вересня 1987   | КрАО                              | Черних Людмила Іванівна                                |
| (9169) 1988 TL1                          | 1988 TL1             | 13 жовтня 1988    | Обсерваторія Кушіро               | Сейджі Уеда, Хіроші Канеда                             |
| (9170) 1988 TG5                          | 1988 TG5             | 3 жовтня 1988     | Обсерваторія Кушіро               | Сейджі Уеда, Хіроші Канеда                             |
| 9171 Кероліндаян (Carolyndiane)          | 1989 GD5             | 4 квітня 1989     | Обсерваторія Ла-Сілья             | Ерік Вальтер Ельст                                     |
| 9172 Abhramu                             | 1989 OB              | 29 липня 1989     | Паломарська обсерваторія          | Керолін Шумейкер, Юджин Шумейкер                       |
| (9173) 1989 TZ15                         | 1989 TZ15            | 4 жовтня 1989     | Обсерваторія Ла-Сілья             | Анрі Дебеонь                                           |
| (9174) 1989 WC3                          | 1989 WC3             | 27 листопада 1989 | Обсерваторія Ґекко                | Йошіакі Ошіма                                          |
| 9175 Ґраун (Graun)                       | 1990 OO2             | 29 липня 1990     | Паломарська обсерваторія          | Генрі Гольт                                            |
| 9176 Стручкова (Struchkova)              | 1990 VC15            | 15 листопада 1990 | КрАО                              | Черних Людмила Іванівна                                |
| (9177) 1990 YA                           | 1990 YA              | 18 грудня 1990    | Паломарська обсерваторія          | Е. Гелін                                               |
| 9178 Момойо (Momoyo)                     | 1991 DU              | 23 лютого 1991    | Обсерваторія Карасуяма            | Шіґеру Інода, Такеші Урата                             |
| 9179 Сачмо (Satchmo)                     | 1991 EM1             | 13 березня 1991   | Гарвардська обсерваторія          | Обсерваторія Ок-Ридж                                   |
| 9180 Семсеґан (Samsagan)                 | 1991 GQ              | 8 квітня 1991     | Паломарська обсерваторія          | Е. Гелін                                               |
| (9181) 1991 NP2                          | 1991 NP2             | 14 липня 1991     | Паломарська обсерваторія          | Генрі Гольт                                            |
| (9182) 1991 NB4                          | 1991 NB4             | 8 липня 1991      | Обсерваторія Ла-Сілья             | Анрі Дебеонь                                           |
| (9183) 1991 OW                           | 1991 OW              | 18 липня 1991     | Паломарська обсерваторія          | Генрі Гольт                                            |
| 9184 Василь (Vasilij)                    | 1991 PJ3             | 2 серпня 1991     | Обсерваторія Ла-Сілья             | Ерік Вальтер Ельст                                     |
| (9185) 1991 PX17                         | 1991 PX17            | 7 серпня 1991     | Паломарська обсерваторія          | Генрі Гольт                                            |
| 9186 Fumikotsukimoto                     | 1991 RZ1             | 7 вересня 1991    | Паломарська обсерваторія          | Е. Гелін                                               |
| 9187 Вальтеркрелль (Walterkroll)         | 1991 RD4             | 12 вересня 1991   | Обсерваторія Карла Шварцшильда    | Лутц Шмадель, Ф. Бернґен                               |
| (9188) 1991 RM15                         | 1991 RM15            | 15 вересня 1991   | Паломарська обсерваторія          | Генрі Гольт                                            |
| 9189 Гельдерлін (Holderlin)              | 1991 RH41            | 10 вересня 1991   | Обсерваторія Карла Шварцшильда    | Ф. Бернґен                                             |
| 9190 Масако (Masako)                     | 1991 VR1             | 4 листопада 1991  | Обсерваторія Яцуґатаке-Кобутізава | Йошіо Кушіда, Осаму Мурамацу                           |
| 9191 Хокуто (Hokuto)                     | 1991 XU              | 13 грудня 1991    | Обсерваторія Кійосато             | Сатору Отомо                                           |
| (9192) 1992 AR1                          | 1992 AR1             | 14 січня 1992     | Обсерваторія Кушіро               | Сейджі Уеда, Хіроші Канеда                             |
| 9193 Джеффрікопланд (Geoffreycopland)    | 1992 ED1             | 10 березня 1992   | Обсерваторія Сайдинг-Спрінг       | Данкан Стіл                                            |
| (9194) 1992 OV2                          | 1992 OV2             | 26 липня 1992     | Обсерваторія Ла-Сілья             | Ерік Вальтер Ельст                                     |
| (9195) 1992 OF9                          | 1992 OF9             | 26 липня 1992     | Обсерваторія Ла-Сілья             | Анрі Дебеонь, Альваро Лопес-Ґарсіа                     |
| 9196 Сукаґава (Sukagawa)                 | 1992 WP5             | 27 листопада 1992 | Обсерваторія Ґейсей               | Тсутому Секі                                           |
| 9197 Ендо (Endo)                         | 1992 WH8             | 24 листопада 1992 | Нюкаса                            | Масанорі Хірасава, Шохеї Судзукі                       |
| 9198 Сасаґаміне (Sasagamine)             | 1993 BJ3             | 25 січня 1993     | Обсерваторія Ґейсей               | Тсутому Секі                                           |
| (9199) 1993 FO1                          | 1993 FO1             | 25 березня 1993   | Обсерваторія Кушіро               | Сейджі Уеда, Хіроші Канеда                             |
| (9200) 1993 FK21                         | 1993 FK21            | 21 березня 1993   | Обсерваторія Ла-Сілья             | UESAC                                                  |

| Астероїди 1—10000 → |           |           |           |           |           |           |           |           |            |
| 1—100               | 1001—1100 | 2001—2100 | 3001—3100 | 4001—4100 | 5001—5100 | 6001—6100 | 7001—7100 | 8001—8100 | 9001—9100  |
| 101—200             | 1101—1200 | 2101—2200 | 3101—3200 | 4101—4200 | 5101—5200 | 6101—6200 | 7101—7200 | 8101—8200 | 9101—9200  |
| 201—300             | 1201—1300 | 2201—2300 | 3201—3300 | 4201—4300 | 5201—5300 | 6201—6300 | 7201—7300 | 8201—8300 | 9201—9300  |
| 301—400             | 1301—1400 | 2301—2400 | 3301—3400 | 4301—4400 | 5301—5400 | 6301—6400 | 7301—7400 | 8301—8400 | 9301—9400  |
| 401—500             | 1401—1500 | 2401—2500 | 3401—3500 | 4401—4500 | 5401—5500 | 6401—6500 | 7401—7500 | 8401—8500 | 9401—9500  |
| 501—600             | 1501—1600 | 2501—2600 | 3501—3600 | 4501—4600 | 5501—5600 | 6501—6600 | 7501—7600 | 8501—8600 | 9501—9600  |
| 601—700             | 1601—1700 | 2601—2700 | 3601—3700 | 4601—4700 | 5601—5700 | 6601—6700 | 7601—7700 | 8601—8700 | 9601—9700  |
| 701—800             | 1701—1800 | 2701—2800 | 3701—3800 | 4701—4800 | 5701—5800 | 6701—6800 | 7701—7800 | 8701—8800 | 9701—9800  |
| 801—900             | 1801—1900 | 2801—2900 | 3801—3900 | 4801—4900 | 5801—5900 | 6801—6900 | 7801—7900 | 8801—8900 | 9801—9900  |
| 901—1000            | 1901—2000 | 2901—3000 | 3901—4000 | 4901—5000 | 5901—6000 | 6901—7000 | 7901—8000 | 8901—9000 | 9901—10000 |